# Huyện của Anh
Huyện của Anh (tiếng Anh: District of England, còn được gọi là local authority district hoặc local government district để phân biệt với từ không chính thức city district) là một đơn vị phân cấp hành chính ở Anh Quốc sử dụng cho các mục đích của chính quyền địa phương. Vì cấu trúc của chính quyền địa phương ở Anh không thống nhất, hiện có bốn loại chính của phân khu cấp huyện. Có tổng cộng 326 huyện tạo thành 36 huyện đô thị, 32 Khu tự quản Luân Đôn, 201 huyện không thuộc vùng đô thị, 55 chính quyền đơn nhất, cũng như Thành phố Luân Đôn và quần đảo Scilly mà cũng là các huyện, nhưng không tương ứng với bất kỳ các loại đơn vị kể trên. Một số huyện được gọi là borough (khu tự quản), city (thành phố) hoặc royal borough (huyện hoàng gia); đây chỉ là danh hiệu vinh danh, nhưng không làm thay đổi tình trạng của huyện. Tất cả các khu tự quản, thành phố và một vài huyện, được lãnh đạo bởi một thị trưởng, người trong hầu hết các trường hợp là một nhân vật có vai trò nghi lễ được hội đồng huyện bầu ra, nhưng - sau khi cải cách chính quyền địa phương - đôi khi là một thị trưởng được người dân trực tiếp bầu ra, quyết định hầu hết các chính sách thay vì hội đồng.